# Saint-Julien-de-la-Liègue
Saint-Julien-de-la-Liègue is een gemeente in het Franse departement Eure (regio Normandië) en telt 242 inwoners (1999). De plaats maakt deel uit van het arrondissement Les Andelys.

## Geografie
De oppervlakte van Saint-Julien-de-la-Liègue bedraagt 4,6 km², de bevolkingsdichtheid is 52,6 inwoners per km².
De onderstaande kaart toont de ligging van Saint-Julien-de-la-Liègue met de belangrijkste infrastructuur en aangrenzende gemeenten.

## Demografie
Onderstaande figuur toont het verloop van het inwonertal (bron: INSEE-tellingen).